# Ubbon Emmius
Ubbon Emmius (né le 5 décembre 1547 à Greetsiel, mort le 9 décembre 1625 à Groningue) est un pédagogue historien et théologien réformé néerlandais, fondateur de l’Université de Groningue.

## Biographie

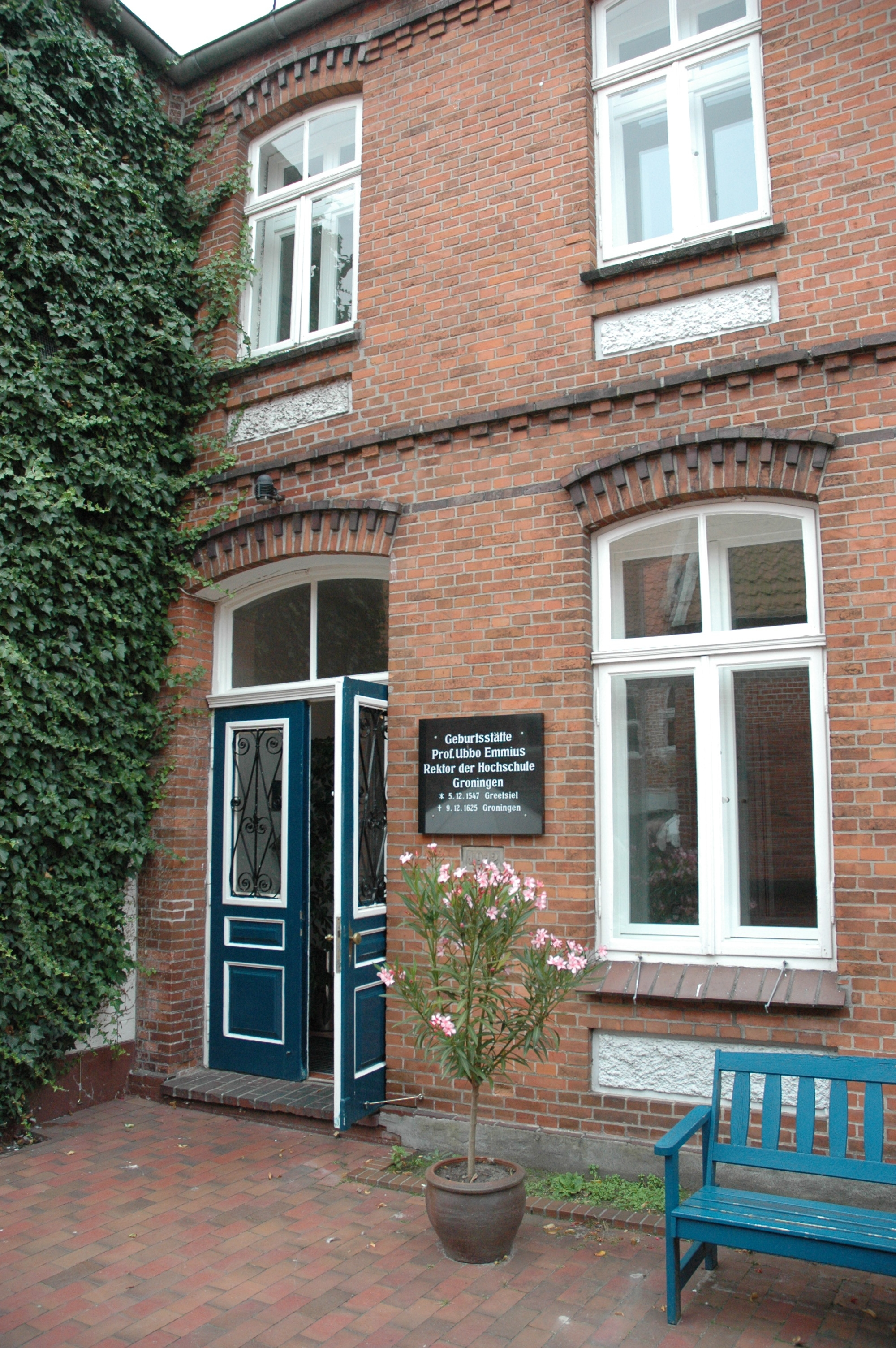
La maison natale du théologien Ubbon Emmius à Greetsiel

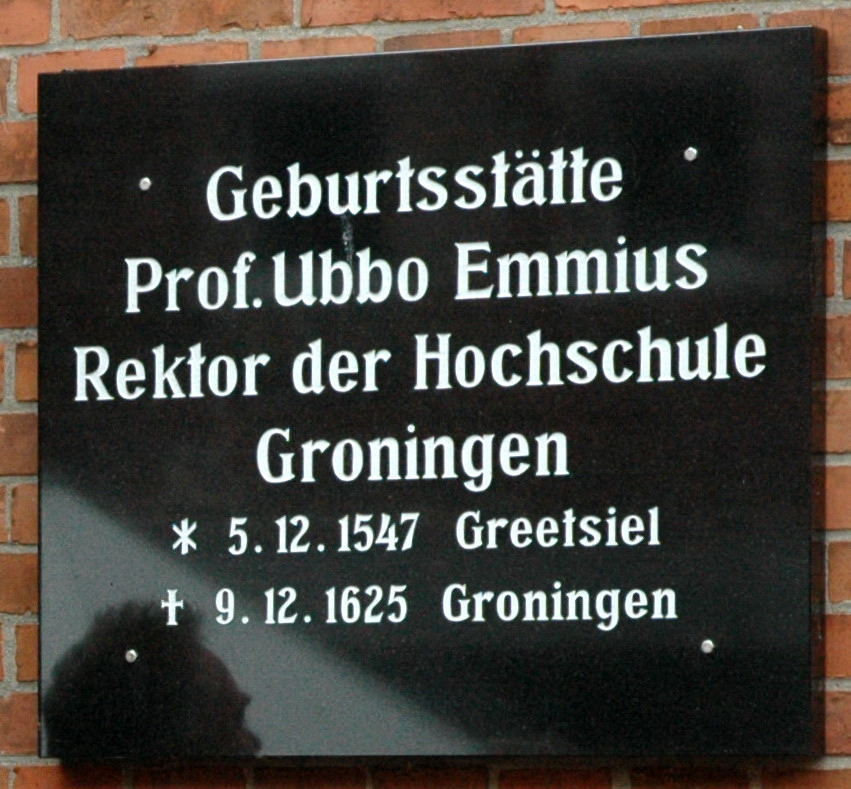
Plaque commémorative à Greetsiel

Ubbon Emmius est le fils du pasteur réformé Emme Dyken et d'Elke Tiarda, fille du bourgmestre de Norden. Il fréquenta l’école de latin d’Emden puis le Gymnasium illustre de Brême. Il compléta ces études par deux années de classe de latin à Norden (Frise orientale). En 1569 Emmius fréquenta l’Université de Rostock, où l’historien David Chyträus exerça sur lui une profonde influence. En 1574, le décès de son père l'obligea à rentrer à Greetsiel pour régler sa succession. Deux ans plus tard, il quitta définitivement ce village de pêche frison et prit la route du sud. En remontant la vallée du Rhin il fit étape à Heidelberg et Fribourg-en-Brisgau ; à Bâle il alla se recueillir sur la tombe de son héros, Érasme de Rotterdam et rallia finalement l’Université de Genève.
« Là, il fut témoin des déchirements théologiques partisans qui conduisirent, au terme de joutes interminables, à la rupture consommée entre luthériens et calvinistes ; dans cette ville, où l’humanisme reçut sa nouvelle orientation calviniste, il forgea sa propre doctrine, religieuse et politique. »
— Derk de Haan : Ubbo Emmius
En 1578 il retourna en Frise orientale. À Norden on lui proposa de choisir entre l'apostolat et la direction de l'école élémentaire. Il opta pour l'enseignement et fut neuf années durant directeur de l'établissement qu'il avait fréquenté, et qui s'appelle aujourd’hui le lycée Ulrich. En 1587 il fut victime des conflits religieux opposant les comtes de Frise et émigra l'année suivante à Leer, prenant là aussi la direction de l'école de latin, devenu depuis le lycée Ubbon-Emmius. En 1596 on l'appela à enseigner à Groningue : là, avec l'appui financier du Parlement et des autorités de la ville, il fonda l'Université de Groningue. Il mourut en 1625 à un âge fort avancé.
Ubbon Emmius avait épousé en premières noces Theda Tiabbern de Norden (1544–1583), parente du bourgmestre d'Emden (Onno Tiabbern) en 1581. En 1586 il se remaria avec Margaretha van Bergen (1566–1636). Seuls deux de ses enfants lui survécurent : sa fille Élisabeth (décédée en 1629) et son fils Wessel Emmius (1589–1654), futur prédicateur de Groningue.

## Œuvres
Une grande partie de ses écrits concerne les luttes religieuses et politiques de son temps. Depuis les Provinces-Unies, il mena par écrits interposés un combat sans merci avec le parti luthérien au pouvoir à Aurich, et critiqua l'absolutisme des princes de Frise orientale. Ses livres, dont les idées annoncent les Lumières, furent brûlés en place publique.

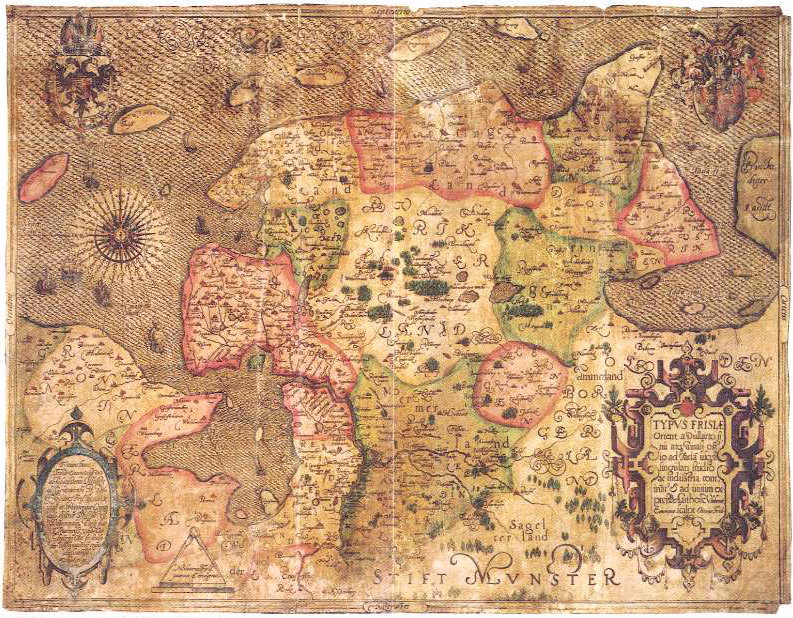
Carte de Frise orientale dessinée par Ubbon Emmius (1595).

Son œuvre la plus connue est son « Histoire de la Frise en 60 livres » (Rerum Frisicarum historiae libri LX), accompagnée d'une carte détaillée de la Frise orientale. Ses écrits politiques et sa correspondance avec les hommes les plus éminents de son époque, où il évoque le droit de libre-arbitre des sujets, en font l’un des pionniers du Parlementarisme et du droit d'autodétermination, d'où descendent en droite lignes les idées de Jean-Jacques Rousseau et les idéaux de la Révolution française.
- Opus chronologicum novum : pluribus partibus constans. - Groningæ : Elzévir / Sassius, 1619. édition numérisée
- Appendix genealogica illustrando operi chronologico adjecta. - Groningae : Elzévir, 1620. [http://nbn-resolving.de/urn:nbn:de:hbz:061:1-5179 Édition numérisée de l’Université de Düsseldorf

## Éditions
- Ubbo Emmius: Friesische Geschichte. 6 vol. trad. du latin par Erich von Reeken. Wörner, Francfort-sur-le-Main 1981,  (ISBN 3-88782-000-2).